# Eccellenza Veneto 1998-1999
Il campionato italiano di calcio di Eccellenza regionale 1998-1999 è stato l'ottavo organizzato in Italia. Rappresenta il sesto livello del calcio italiano.
Questo è il campionato regionale della regione Veneto.

## Girone A

### Squadre partecipanti
| Club                         | Città                         |
| ---------------------------- | ----------------------------- |
| A.C. Abano Ali               | Abano Terme (PD)              |
| U.S. Azzurra Sandrigo        | Sandrigo (VI)                 |
| U.S. Caprino                 | Caprino Veronese (VR)         |
| U.S. Casalserugo             | Casalserugo (PD)              |
| U.S. Centro Base Lendinarese | Lendinara (RO)                |
| A.C. Chioggia Sottomarina    | Chioggia (VE)                 |
| A.C. Cologna Veneta          | Cologna Veneta (VR)           |
| U.S. De.Ro.Ma. Malo          | Malo (VI)                     |
| G.C. Filgarda Castelnuovo    | Castelnuovo del Garda (VR)    |
| A.C. Lonigo                  | Lonigo (VI)                   |
| A.C. Sambonifacese Don Bosco | San Bonifacio (VR)            |
| A.C. San Martino Speme       | San Martino Buon Albergo (VR) |
| A.C. Schio                   | Schio (VI)                    |
| A.C. Te.C.M.E. Marano        | Marano Vicentino (VI)         |
| A.C. C.G.V. Torri            | Torri di Quartesolo (VI)      |
| A.C. Villafranca Padovana    | Villafranca Padovana (PD)     |

### Classifica finale
|  | Pos. | Squadra                 | Pt | G  | V  | N  | P  | GF | GS | DR  |
|  | ---- | ----------------------- | -- | -- | -- | -- | -- | -- | -- | --- |
|  | 1.   | Chioggia Sottomarina    | 64 | 30 | 18 | 10 | 2  | 48 | 18 | +30 |
|  | 2.   | Lonigo                  | 55 | 30 | 16 | 7  | 7  | 42 | 25 | +17 |
|  | 3.   | San Martino Speme       | 51 | 30 | 14 | 9  | 7  | 29 | 21 | +8  |
|  | 4.   | Cologna Veneta          | 48 | 30 | 13 | 9  | 8  | 47 | 28 | +19 |
|  | 5.   | De.Ro.Ma. Malo          | 48 | 30 | 13 | 9  | 8  | 42 | 30 | +12 |
|  | 6.   | Sambonifacese Don Bosco | 47 | 30 | 11 | 14 | 5  | 45 | 30 | +15 |
|  | 7.   | Villafranca Padovana    | 42 | 30 | 9  | 15 | 6  | 33 | 31 | +2  |
|  | 8.   | Caprino                 | 38 | 30 | 9  | 11 | 10 | 39 | 35 | +4  |
|  | 9.   | Abano                   | 37 | 30 | 9  | 10 | 11 | 39 | 43 | -4  |
|  | 10.  | Schio                   | 36 | 30 | 8  | 12 | 10 | 22 | 30 | -8  |
|  | 11.  | Torri                   | 34 | 30 | 8  | 10 | 12 | 27 | 42 | -15 |
|  | 12.  | Filgarda Castelnuovo    | 33 | 30 | 7  | 12 | 11 | 26 | 35 | -9  |
|  | 13.  | Casalserugo             | 33 | 30 | 7  | 12 | 11 | 32 | 38 | -6  |
|  | 14.  | Azzurra Sandrigo        | 33 | 30 | 7  | 12 | 11 | 28 | 37 | -9  |
|  | 15.  | Te.C.M.E. Marano        | 30 | 30 | 7  | 9  | 14 | 27 | 43 | -16 |
|  | 16.  | Lendinarese             | 8  | 30 | 1  | 5  | 24 | 13 | 53 | -40 |

### Spareggi

#### Spareggio salvezza
| Squadra 1   | Risultato | Squadra 2        |
| ----------- | --------- | ---------------- |
| Casalserugo | 2 - 1     | Azzurra Sandrigo |

| ??? 1999 | Casalserugo | 2 – 1 | Azzurra Sandrigo |  |

## Girone B

### Squadre partecipanti
| Club                          | Città                        |
| ----------------------------- | ---------------------------- |
| A.C. Belluno Pontalpi 1905    | Belluno (BL)                 |
| A.P. Campetra                 | Camposampiero (PD)           |
| Conegliano Calcio             | Conegliano (TV)              |
| A.S. Euromop Giorgianna       | San Giorgio in Bosco (PD)    |
| U.S. Feltrese Sedico          | Feltre (BL)                  |
| A.C. Fineco Leasing Bessica   | Bessica (TV)                 |
| A.C. La Marenese              | Mareno di Piave (TV)         |
| R.B. Luparense                | San Martino di Lupari (PD)   |
| U.S. Miranese                 | Mirano (VE)                  |
| A.S. Montello                 | Volpago del Montello (TV)    |
| F.C. Nervesa                  | Nervesa della Battaglia (TV) |
| A.S. Nuovo Club Sportivo Dolo | Dolo (VE)                    |
| F.C. Pegaso Edo Mestre        | Mestre (VE)                  |
| U.S. Piombinese               | Piombino Dese (PD)           |
| A.S. Union Quinto             | Quinto di Treviso (TV)       |
| A.C. Vittorio Veneto De Nardi | Vittorio Veneto (TV)         |

### Classifica finale
|  | Pos. | Squadra               | Pt | G  | V  | N  | P  | GF | GS | DR  |
|  | ---- | --------------------- | -- | -- | -- | -- | -- | -- | -- | --- |
|  | 1.   | La Marenese           | 61 | 30 | 16 | 13 | 1  | 42 | 15 | +27 |
|  | 2.   | Belluno Pontalpi 1905 | 61 | 30 | 18 | 7  | 5  | 37 | 17 | +20 |
|  | 3.   | R.B. Luparense        | 52 | 30 | 14 | 10 | 6  | 42 | 27 | +15 |
|  | 4.   | Bessica               | 49 | 30 | 12 | 13 | 5  | 49 | 26 | +23 |
|  | 5.   | Giorgianna            | 49 | 30 | 14 | 7  | 9  | 38 | 33 | +5  |
|  | 6.   | Feltrese Sedico       | 45 | 30 | 12 | 9  | 9  | 32 | 20 | +12 |
|  | 7.   | Miranese              | 44 | 30 | 12 | 8  | 10 | 38 | 34 | +4  |
|  | 8.   | Edo Mestre            | 41 | 30 | 10 | 11 | 9  | 42 | 35 | +7  |
|  | 9.   | Union Quinto          | 41 | 30 | 9  | 14 | 7  | 27 | 24 | +3  |
|  | 10.  | Vittorio Veneto       | 39 | 30 | 10 | 9  | 11 | 25 | 28 | -3  |
|  | 11.  | Conegliano            | 33 | 30 | 9  | 6  | 15 | 34 | 34 | 0   |
|  | 12.  | Nervesa               | 33 | 30 | 8  | 9  | 13 | 30 | 38 | -8  |
|  | 13.  | Piombinese            | 33 | 30 | 9  | 6  | 15 | 23 | 42 | -19 |
|  | 14.  | Montello              | 27 | 30 | 6  | 9  | 15 | 21 | 40 | -19 |
|  | 15.  | Dolo                  | 20 | 30 | 3  | 11 | 16 | 13 | 38 | -25 |
|  | 16.  | Campetra              | 18 | 30 | 4  | 6  | 20 | 23 | 65 | -42 |

### Spareggi

#### Spareggio promozione
| Squadra 1   | Risultato | Squadra 2 |
| ----------- | --------- | --------- |
| La Marenese | 3 - 0     | Belluno   |

| Vittorio Veneto 16 maggio 1999 | La Marenese | 3 – 0 | Belluno |  |

- La Marenese rinuncerà successivamente alla promozione al C.N.D..